# رادا مانويلوفيتش
رادميلا «رادا» مانويلوفيتش (بالصربية: Радмила "Рада" Манојловић) هي مغنية بوب صربية ولدت في يوم 25 أغسطس 1985 في بلدة بوزاريفاتش في صربيا. بدأت الغناء في سنة 2007 وأنتجت أربعة ألبومات منذ ذلك الحين.